# Charles Hamilton (Autographenhändler)
Charles Hamilton Jr. (* 24. Dezember 1913 in Ludington (Michigan); † 11. Dezember 1996 in New York City) war ein amerikanischer Handschriftenexperte, Autographenhändler und Graphologe. Er machte sich mit Auktionen von Autographen zeitgenössischer Politiker und Berühmtheiten einen Namen. Früh bezeichnete er die Hitler-Tagebücher öffentlich als Fälschung. 1994 wollte er das verlorene Drama Cardenio von William Shakespeare und John Fletcher entdeckt haben.

## Leben und Wirken
Hamilton wuchs in Flint (Michigan) und Los Angeles auf. Er studierte an der University of California, Los Angeles mit dem Hauptfach englische Literatur und schloss sein Studium mit einem Master of Arts ab. 1938 zog er nach Manhattan, wo er in der Werbebranche arbeitete, bis er 1942 in das United States Army Air Corps eintrat und auf dem europäischen Kriegsschauplatz am Zweiten Weltkrieg teilnahm.
Nach dem Krieg arbeitete Hamilton zunächst wieder in der Werbebranche, entschloss sich aber 1953, sein Hobby des Sammelns von Autographen zum Beruf zu machen. Er begründete ein Geschäft und Auktionshaus und wurde durch sein Angebot von Autographen von Berühmtheiten, insbesondere von Zeitgenossen, aber auch von nationalsozialistischen Politikern zu einem der bekanntesten Autographen-Händler in New York. Mitte der 1980er Jahre schloss Hamilton sein Geschäft und arbeitete als Berater, Autor und Experte für Handschriften.
Als 1983 die gefälschten Hitler-Tagebücher für Aufsehen sorgten, war Hamilton einer der ersten, der öffentlich deren Echtheit bezweifelte.
Im Jahr 1994 trat Hamilton mit der These an die Öffentlichkeit, das Stück The Second Maiden's Tragedy, das im Allgemeinen dem Autor Thomas Middleton zugeschrieben wird, sei tatsächlich das verlorene Shakespeare-Stück Cardenio. Er stützte sich dabei auf seine Expertise, dass sowohl Theaterstück als auch Shakespeares Testament in derselben Handschrift abgefasst seien. Außerdem hatte der Verleger Humphrey Moseley 1653 das Recht zur Vervielfältigung von Stücken beantragt, unter denen sich sowohl der John Fletcher und Shakespeare zugeschriebene Titel The History of Cardenio als auch der Titel The Maid's Tragedie, 2nd Part befanden. Hamiltons These fand in der Fachwelt aber keine Anerkennung, weil Shakespeares Testament in zwei unterschiedlichen Handschriften abgefasst ist. Darüber hinaus hat die Geschichte der Seconds Maiden's Tragedy nur sehr wenig mit der Geschichte des Cardenio zu tun, die von Miguel de Cervantes in seinem Roman Don Quijote erzählt wird. Handschriftliche Anmerkungen und Korrekturen zum Manuskript Middletons könnten indes von Shakespeare stammen. Allen Zweifeln zum Trotz wurde das Stück unter dem Titel Cardenio of The Second Maiden's Tragedy, bzw. nur Cardenio mit John Fletcher und William Shakespeare als angeblichen Autoren wiederholt in den USA und Großbritannien aufgeführt.

## Veröffentlichungen
- (Hrsg.): Cry of the Thunderbird. The American Indian's own story. Macmillan, New York 1950.
  - Ruf des Donnervogels. Kultur und Geschichte der Indianer von ihnen selbst erzählt. Verl. der Arche, Zürich 1960.
- Men of the underworld. The professional criminals' own story. Gollancz, London 1953.
- Braddock's defeat. The journal of Captain Robert Cholmley's batman, the journal of a British officer [and] Halkett's orderly book. 1. Auflage. University of Oklahoma Press, Norman 1959.
- Collecting autographs and manuscripts. 1. Auflage. University of Oklahoma Press, Norman 1961.
- Lincoln in photographs. An album of every known pose. 1. Auflage. University of Oklahoma Press, Norman 1963.
- The robot that helped to make a President;. A reconnaissance into the mysteries of John F. Kennedy's signature., New York 1965.
- The book of autographs. An introduction to the joys and techniques of autograph collecting by the world's foremost authority. Simon and Schuster, New York 1978, ISBN 9780671242589.
- The signature of America. A fresh look at famous handwriting. 1. Auflage. Harper & Row, New York 1979, ISBN 9780060117948.
- Great forgers and famous fakes. The manuscript forgers of America and how they duped the experts. 1. Auflage. Crown Publishers, New York 1980, ISBN 9780517540763.
- Auction madness. An uncensored look behind the velvet drapes of the great auction houses. 1. Auflage. Everest House, New York 1981, ISBN 9780896961234.
- American autographs. Signers of the Declaration of Independence, Revolutionary War leaders, presidents. 1. Auflage. University of Oklahoma Press, Norman 1983.
- Leaders and personalities of the Third Reich. Their biographies, portraits, and autographs. 1. Auflage. R.J. Bender Pub, San Jose, Calif. 1984, ISBN 9780912138275.
- In search of Shakespeare. A reconnaissance into the poet's life and handwriting. 1. Auflage. Harcourt Brace Jovanovich, San Diego 1985, ISBN 9780156445535.
- The Hitler diaries. Fakes that fooled the world. University Press of Kentucky, Lexington, KY 1991, ISBN 9780813117393.
- William Shakespeare and John Fletcher: Cardenio or the second Maiden's tragedy. Glenbridge Publ, Lakewood, Colo. 1994, ISBN 9780944435243.